# Paouingnan
Paouingnan (auch Paouignan) ist eine Stadt und ein Arrondissement im Departement Collines im westafrikanischen Staat Benin. Es ist eine Verwaltungseinheit, die der Gerichtsbarkeit der Kommune Dassa-Zoumè untersteht.

## Demografie und Verwaltung
Gemäß der Volkszählung 2013 des beninischen Statistikamtes INSAE hatte das Arrondissement 31.626 Einwohner, davon waren 15.352 männlich und 16.274 weiblich.
Von den 93 Dörfern und Quartieren der Kommune Dassa-Zoumè entfallen 20 auf Paouingnan:
1. Agbogbomè
2. Agnanmè
3. Assiyo
4. Domè
5. Gbédavo
6. Gbowêlè
7. Goussoé
8. Hasséou
9. Hounkpogon
10. Kindji
11. Lissa
12. Lokossa
13. Lotogo
14. Manonfi
15. Ouémé
16. Ouissi
17. Sovogo
18. Vidjinatoun
19. Zotèdji
20. Zouto